# 纽卡斯尔大学 (澳大利亚)
紐卡索大學（缩写为 ），是位于澳大利亚新南威尔士州的纽卡索的公立大学，距离悉尼北部约150公里处。大学成立于1965年，目前共计有300门本科课程和研究生课程，涵盖了经济和法律、医学、教育和艺术、工程和建筑环境、以及信息科学与技术等五大方面。
紐卡素大学醫學院是在澳洲境內第一所實施“問題導向學習”（PBL）的醫學院。這教學系統而後被澳洲醫學委員會（Australian Medical Council）採用給境內所有醫學院。

## 历史
這所大學的前身是新南威爾士大學紐卡素學院，最初是在紐卡素理工學院的原址上於1951年成立。經過積極籌備，屬於地方一級、並具備完全自主教學能力的紐卡素大學成立。在每一年，學生都會慶祝學校的“獨立日”。紐卡素大學的綜合排名在澳大利亞四十所大學中位處中上，在英國泰晤士及中國上海交通大學的排名都列於全澳大利亞的前十至十三位左右， 其中工程學院，建築學院及紐卡素醫學院更經常位例全澳十大。
纽卡斯尔大学在2006年被美国新闻周刊选为世界百大名校之一。此外，纽卡斯尔大学在2011及2012连续两年被英国QS排名评为五星级大学。2024年，紐卡素大學的QS综合排名為173，同時也在英國的泰晤士大學排名位列於251-300之內。同時，紐卡素大學是澳洲第一所取得AACSB商學院認證的“非省會城市”大學。

## 校园位置
该校的校总区位于寇拉漢（Callaghan），另有兩個主校区設於歐倫巴（Ourimbah）和麥覺理港。其它的校区則分别坐落在猎人谷新英格兰医疗服务和悉尼北部中央海滩医院区域。最特別的是，大部分学生都在新南威尔士纽卡斯尔的约翰亨特医院实习，大学的乡村健康系设在譚沃思醫院、这些学生大多到戈斯福醫院供职。
纽卡斯尔大学在纽卡斯尔市的中央商业区拥有三所建筑。音乐学院目前位于公民剧院，法学院和商学院的研究生学院則位于大学大楼。纽卡斯尔卫生公共研究所位于戴维·麦迪逊大厦，这个地方是纽卡斯尔皇家医院的土地（虽然这很可能在政府制定新的土地规划的时候改变）。大学大楼时一个坐落在公民公园对面的标志性建筑。
最大的校区在寇拉漢，於新南威尔士州纽卡斯尔12公里以外的自然灌木林中，校園有建筑曾獲頒建筑和环境和谐管理奖。

## 院校
学校拥有五个学院，包含了广泛的教学课程，分别是经济暨法学院、教育暨艺术学院、工程暨建筑环境学院、科学暨信息技术学院以及健康学院。

### 经济暨法学院
经济暨法学院 （页面存档备份，存于）包括下列学院：
- 法学院 （页面存档备份，存于）
- 经济与管理学院 （页面存档备份，存于）
- 纽卡斯尔经济研究生学院 （页面存档备份，存于）
- 经济、政策与观光学院 （页面存档备份，存于）

### 教育暨艺术学院
教育暨艺术学院 （页面存档备份，存于）包含下列学院：
- Wollotuka原住民研究学院 （页面存档备份，存于）
- 艺术与音乐学院 （页面存档备份，存于）
- 教育学院 （页面存档备份，存于）
- 人类学与社会学院 （页面存档备份，存于）

### 工程暨建筑环境学院
工程暨建筑环境学院 （页面存档备份，存于）包括下列学院：
- 建筑与环境学院 （页面存档备份，存于）
- 工程学院 （页面存档备份，存于）
- 电子工程与计算机科学学院 （页面存档备份，存于）

### 科学暨信息技术学院
科学暨信息技术学院 （页面存档备份，存于）包含以下学院：
- 应用科学学院 （页面存档备份，存于）
- 心理学院 （页面存档备份，存于）
- 设计、通信与信息技术学院 （页面存档备份，存于）
- 环境与生命科学学院 （页面存档备份，存于）
- 数学与物理学学院 （页面存档备份，存于）

### 健康学院
健康学院 （页面存档备份，存于）包括下列学院：
- 生物医学院 （页面存档备份，存于）
- 健康学院 （页面存档备份，存于）
- 医疗与公共健康学院 （页面存档备份，存于）
- 护理学院 （页面存档备份，存于）

## 外部連結
- 纽卡斯尔大学
  - 纽卡斯尔市大学教育50周年（1951-2001）
  - Opus - 纽卡斯尔大学学生杂志
  - Central Coast Campuses - 纽卡斯尔大学中央海岸校区
- NUSA （页面存档备份，存于） - 纽卡斯尔大学学生会
- NUPSA - 纽卡斯尔大学研究生协会
- UNU Ltd - 纽卡斯尔大学联合有限公司